# Università Iuav di Venezia

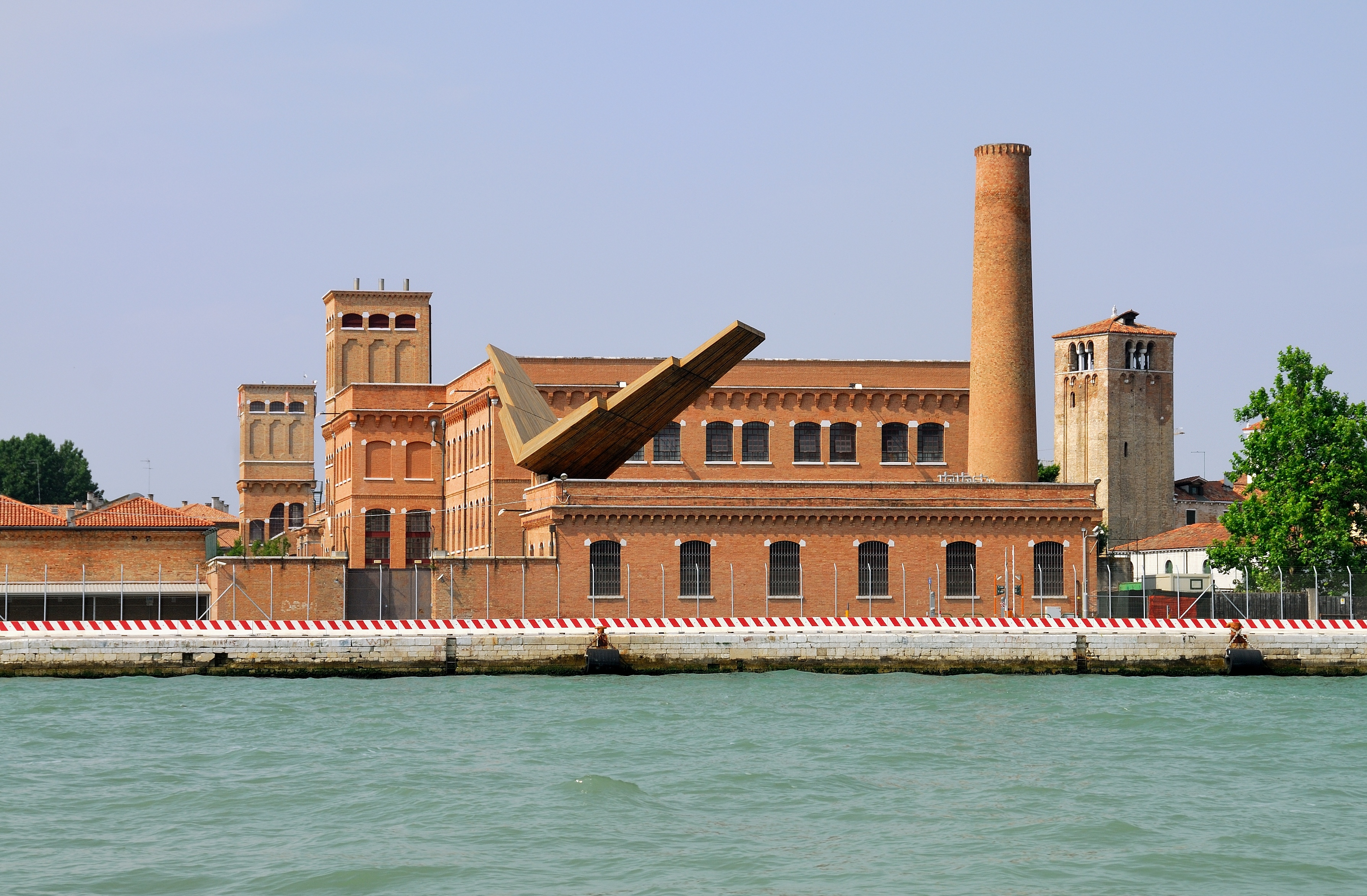
Universitat IUAV de Venècia

La Universitat IUAV de Venècia (en italià: Università Iuav di Venezia, fins al 2001 coneguda com a Istituto Universitario di Architettura di Venezia-IUAV) és una universitat de Venècia, Itàlia. Va ser fundada l'any 1926 com una de les primeres escoles d'Arquitectura a Itàlia. Actualment, la universitat ofereix diversos cursos de grau, postgrau i estudis superiors en Arquitectura, Urbanisme, Moda, Arts i Disseny.
És una universitat centrada en la docència, la investigació i la pràctica del disseny d'espais i entorns de vida (edificis, ciutats, paisatges i territori) i en el disseny d'objectes d'ús quotidià, de moda i de gràfics. També compta amb cursos més recents d'arts visuals, teatre i arts escèniques, i esdeveniments multimèdia.

## Història

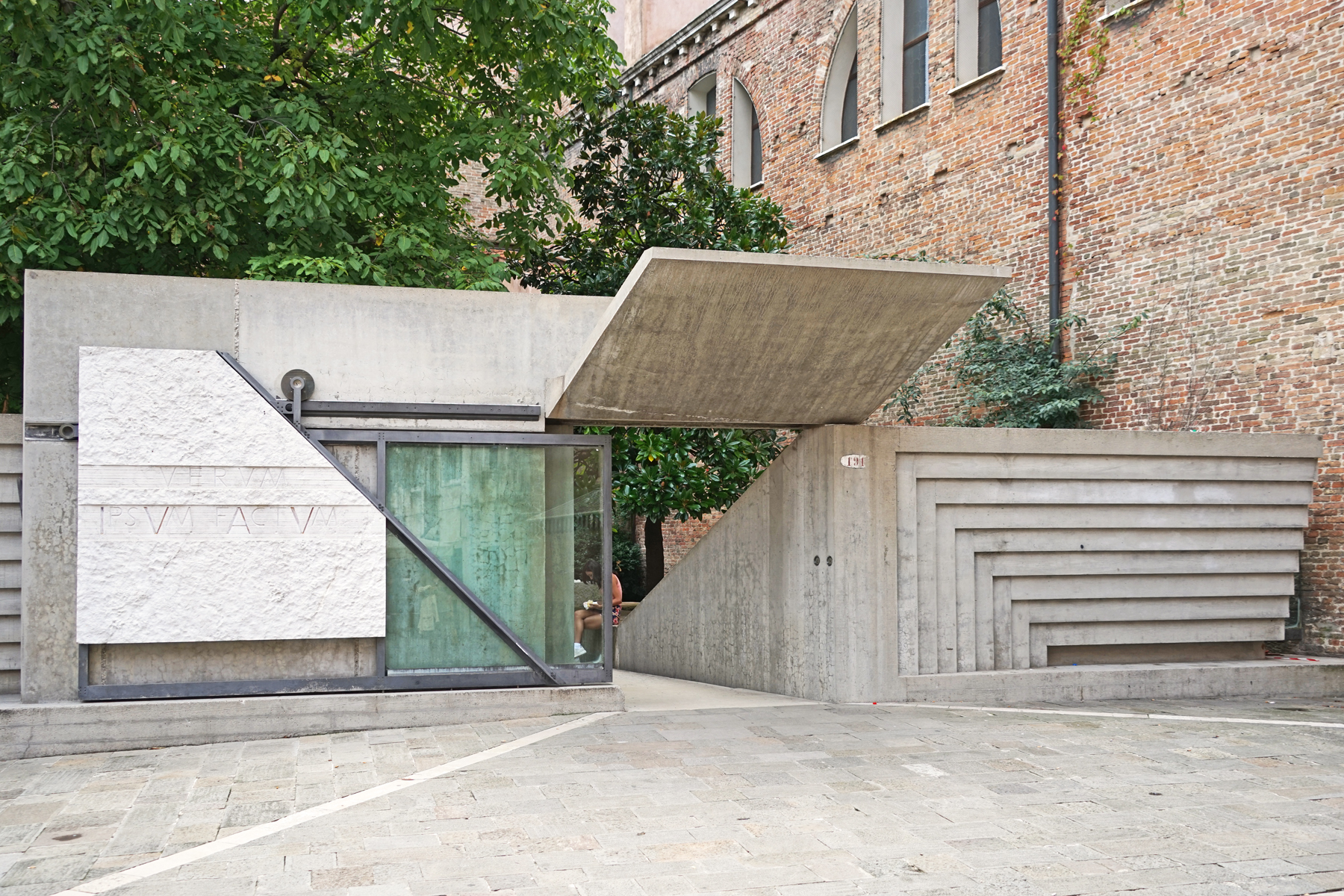
Porta principal de l'edifici Tolentini seu de la Università Iuav di Venezia dissenyat per Carlo Scarpa

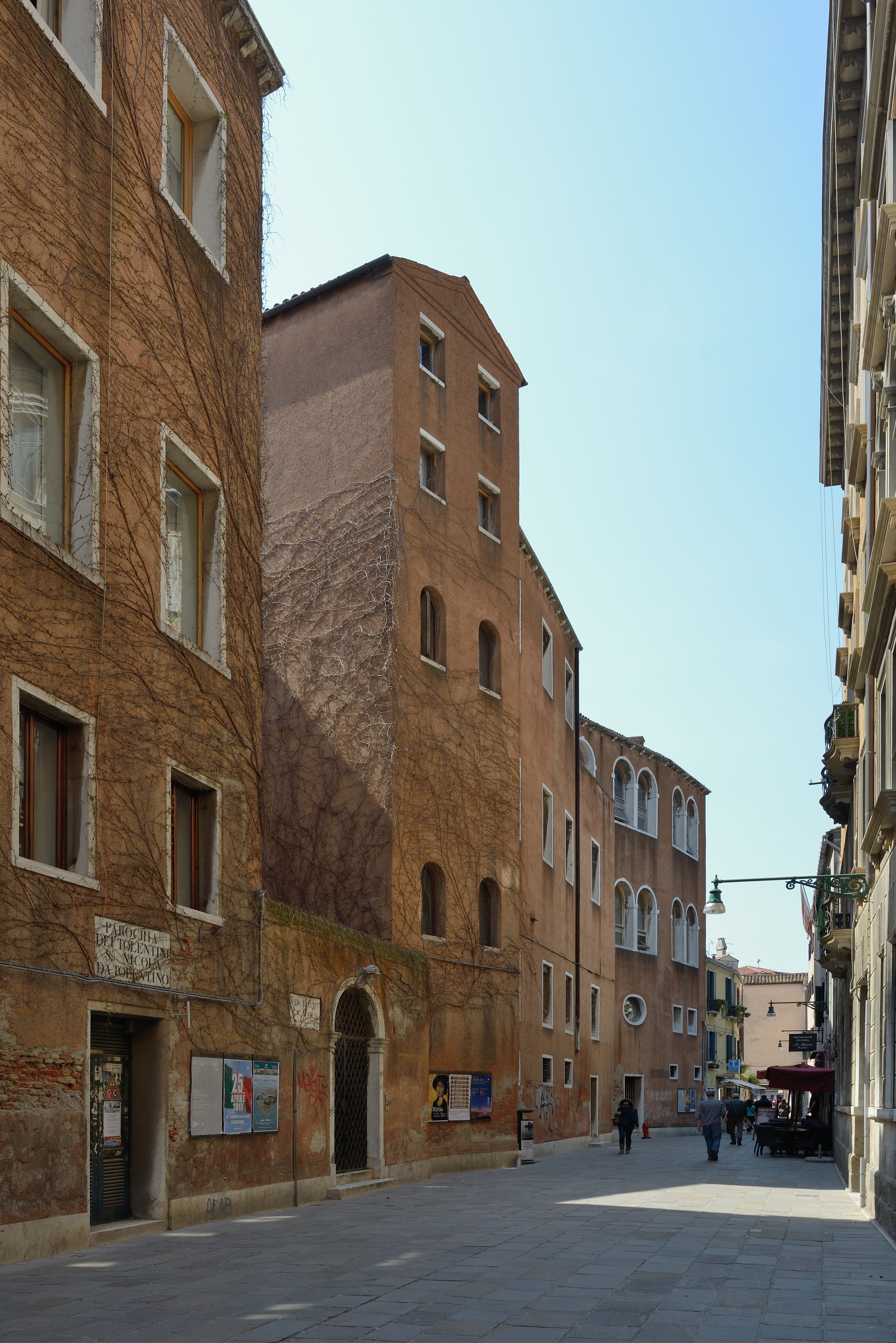
Facultat d'Arquitectura i Seu de la Università Iuav di Venezia al carrer Amai S. Croce

El 1926 Giovanni Bordiga i Guido Cirilli van fundar la Scuola Superiore di Arti, una branca de l'Accademia di Belle Arti di Venezia. Va ser la segona escola d'arquitectura a Itàlia després de la de Roma. El 1940 es va fundar l'Istituto Universitario di Architettura di Venezia- IUAV. El curs 1963-64 l'IUAV es va traslladar a Tolentini amb 1000 estudiants matriculats i més tard el 1970 Giovanni Astengo hi va coordinar el primer curs d'Urbanisme d'Itàlia a Preganziol. La reforma dels estudis universitaris del 1981, però, va fer que l'Urbanisme s'integrés com un programa de grau a Ca' Tron. A principis dels anys 90, especialment l'any 1993, 12.000 estudiants estaven matriculats en 3 graus (Urbanisme i Territori, Història i Conservació del Patrimoni Cultural i Arquitectura).
Arquitectes de renom internacional com Carlo Scarpa, Giuseppe Samonà, Manfredo Tafuri, Aldo Rossi, Giovanni Astengo, Giancarlo De Carlo, Gino Valle, Michele De Lucchi, Nanda Vigo, Alejandro Aravena i Egle Renata Trincanato van formar part de la història de l'escola com a estudiants i/o o tutors. També acadèmics i professionals destacats com Le Corbusier, Louis Kahn, Frank Lloyd Wright i, més recentment, Judith Clark o Richard Serra han estat acollits com a professors visitants a l'IUAV i han ensenyat i tutoritzat estudiants a l'IUAV al llarg dels anys.
El curs 2001-2002, paral·lelament al seu 75è aniversari, l' Istituto Universitario di Architettura di Venezia-IUAV va canviar oficialment el seu nom a Università IUAV di Venezia. Malgrat que les quatre lletres de "IUAV" ja no eren un acrònim, la universitat va decidir conservar-ne les abreviatures i utilitzar-les com a nom de la universitat. Aquell mateix curs 2000-2001 l'IUAV esdevé una Universitat amb 3 facultats:
- Arquitectura
- Planificació Territorial
- Arts i Disseny

i el 2013 es van obrir tres nous departaments:
- Departament d'Arquitectura, Construcció i Conservació
- Departament d'Arquitectura i Arts
- Departament de Disseny i Planificació en Entorns Complexos

## Nou logotip
L'any 2002, la IUAV va organitzar un concurs internacional "Newlogo IUAV" per al disseny del nou logotip institucional de la universitat. Al concurs van ser convidats dissenyadors de renom internacional, especialitzats en el disseny de marques i logotips, i set dels deu dissenyadors gràfics seleccionats es van incorporar al concurs. El jurat, format per Giovanni Anceschi, Enrico Camplani, Marino Folin, Bob Norda, Sergio Polano, Leonardo Sonnoli, Pierpaolo Vetta, va triar el logotip dissenyat pel dissenyador gràfic francès Philippe Apeloig. La seva proposta, en comptes de dissenyar un símbol abstracte o una figura basant-se en l'existent, va desenvolupar un logotip basat gairebé íntegrament en les quatre lletres I, U, A i V, disposades verticalment, un disseny senzill però ricament connotat que pretén representar passat, present i futur
El nou logotip substitueix l'històric –segell i escut– amb l'efígie del lleó de Sant Marc, redissenyada per Massimo Scolari, que durant anys va ser el símbol de la IUAV.
L'antic Logotip de la Universitat consistia en la imatge frontal, tancada en camp circular, del Lleó alat de Sant Marc regent l'evangeli obert amb la inscripció "Pax tibi Marce Evangelista mei". La imatge era i és utilitzada per altres institucions venecianes. El que distingia la versió de la IUAV eren les dues corones circulars amb les paraules "Institut Universitari d'Arquitectura de Venècia" i "Firmitas, Utilitas, Venustas" conceptes utilitzats per Vitruvi per definir l'arquitectura. L'addició de dues noves facultats i la consegüent transformació de la universitat d'Istituto Universitario a Università feia que la definició estrictament arquitectònica del logotip no fos representativa de les altres dues facultats que avui conformen la Universitat IUAV.

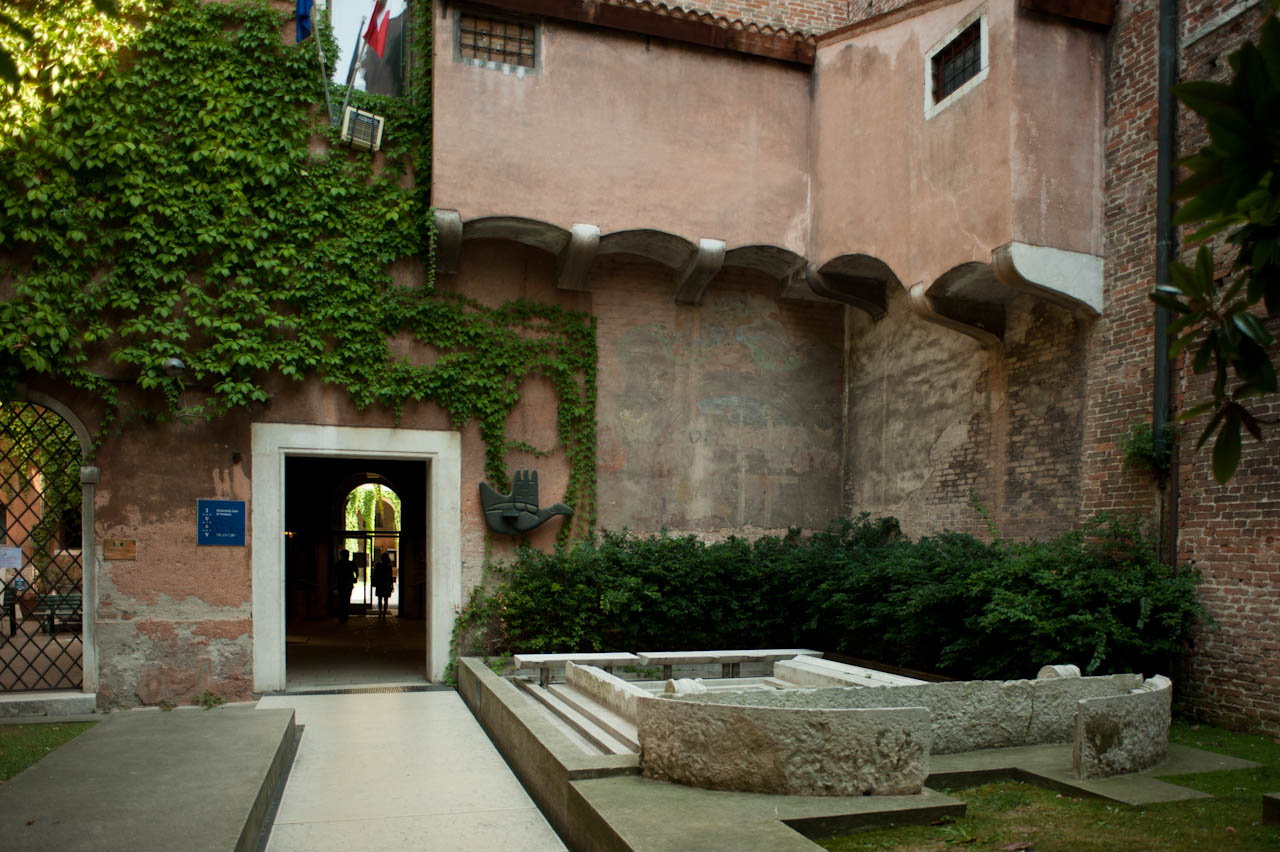
Entrada a la Facultat d'Arquitectura (Tolentini) de l'IUAV per Carlo Scarpa

Tanmateix, actualment l'antic logotip encara s'utilitza com a segell universitari per distingir el logotip i el segell, però amb una modificació del nom de la universitat de "Institut Universitari d'Arquitectura de Venècia" a "Universitat IUAV de Venècia". 

## Edificis i ubicacions de la IUAV
- Tolentini és la seu de la Università Iuav di Venezia. El complex d'edificis Tolentini es troba a prop de Piazzale Roma i comprèn el conjunt del convent de l'església de Tolentini i algunes altres zones veïnes. L'any 1958, l'Estat italià, propietari de l'antic convent, va donar accés a l'IUAV a l'edifici i es van començar les obres de construcció. Les reformes de tot el conjunt van tenir lloc entre els anys 1960 i 1965, amb projecte i direcció d'obra de l'arquitecte Daniele Calabi i l'enginyer Mario Bacci.[11] L'any 1985, la zona d'entrada es va transformar segons un projecte de Carlo Scarpa, direcció d'obra de l'arquitecte Sergio Los i càlcul estructural de l'enginyer Carlo Maschietto.[12][13]

- El Palazzo Badoer va ser comprat l'any 1974 per l'IUAV, fins llavors pertanyent a les Germanes de Santa Caterina de la Caritat de Nevers. Les obres de construcció i adequació del palau per allotjar-hi el Departament d'Arquitectura van començar l'abril de 1978. El Palazzo Badoer ha estat la seu de l'Escola d'Estudis de Doctorat Iuav des del 2008.[14]

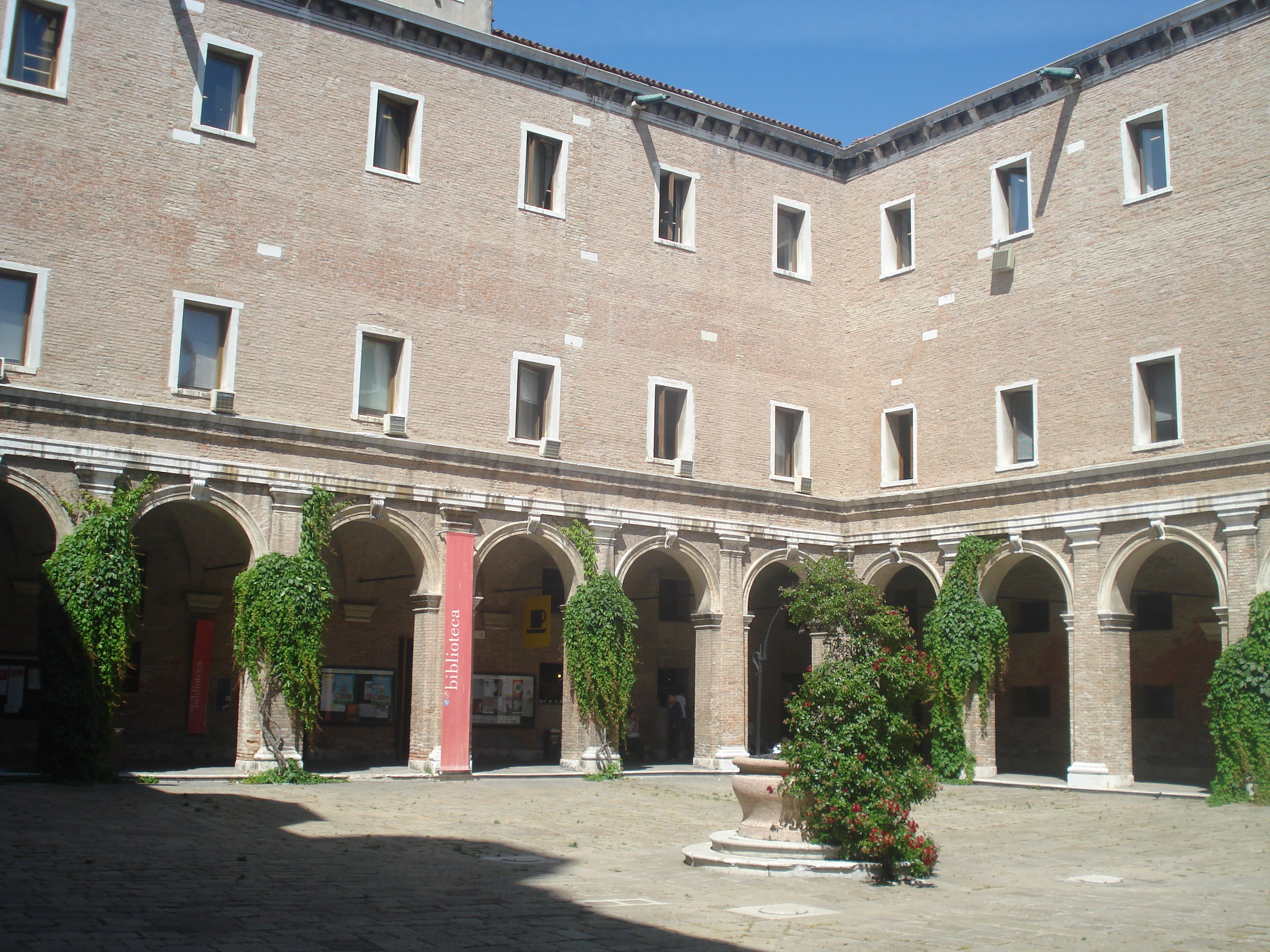
Palazzo Badoer, seu de l'Escola d'Estudis de Doctorat de l'IUAV des de 2008.

L’edifici de l'antic Cotonificio Veneziano es va inaugurar el 1883. L'any anterior es va crear a Venècia una empresa de filatura i producció de cotó. Parcialment destruït per un incendi l'any 1916, el cotonifici va ser reconstruït. Aquí hi treballaven un miler d'obrers: va romandre en funcionament fins a l'any 1960, i després va ser abandonat durant trenta anys abans de la restauració als anys noranta. Restaurat per l'estudi d'arquitectura veneciana de Gino Valle, l'edifici principal acull una part important de la universitat: aules, l'espai expositiu “Gino Valle”, l'Archivio Progetti (que inclou una sala d'estudi amb nou seients de consulta), sala d'exposicions, oficina principal i dipòsit. La sala d'exposicions està habilitada de manera permanent amb una exposició de maquetes pertanyents a la col·lecció de l'Arxiu, i acull exposicions temporals que mostren documents originals dels fons de l'arxiu. Actualment és la seu de l'Archivio Progetti, Arxius ArTec de Tècniques i Materials per a l'Arquitectura i el Disseny Industrial, gestió d'infraestructures, auditori, espai d'exposicions “Gino Valle”, sala Gradoni, i altres activitats docents.

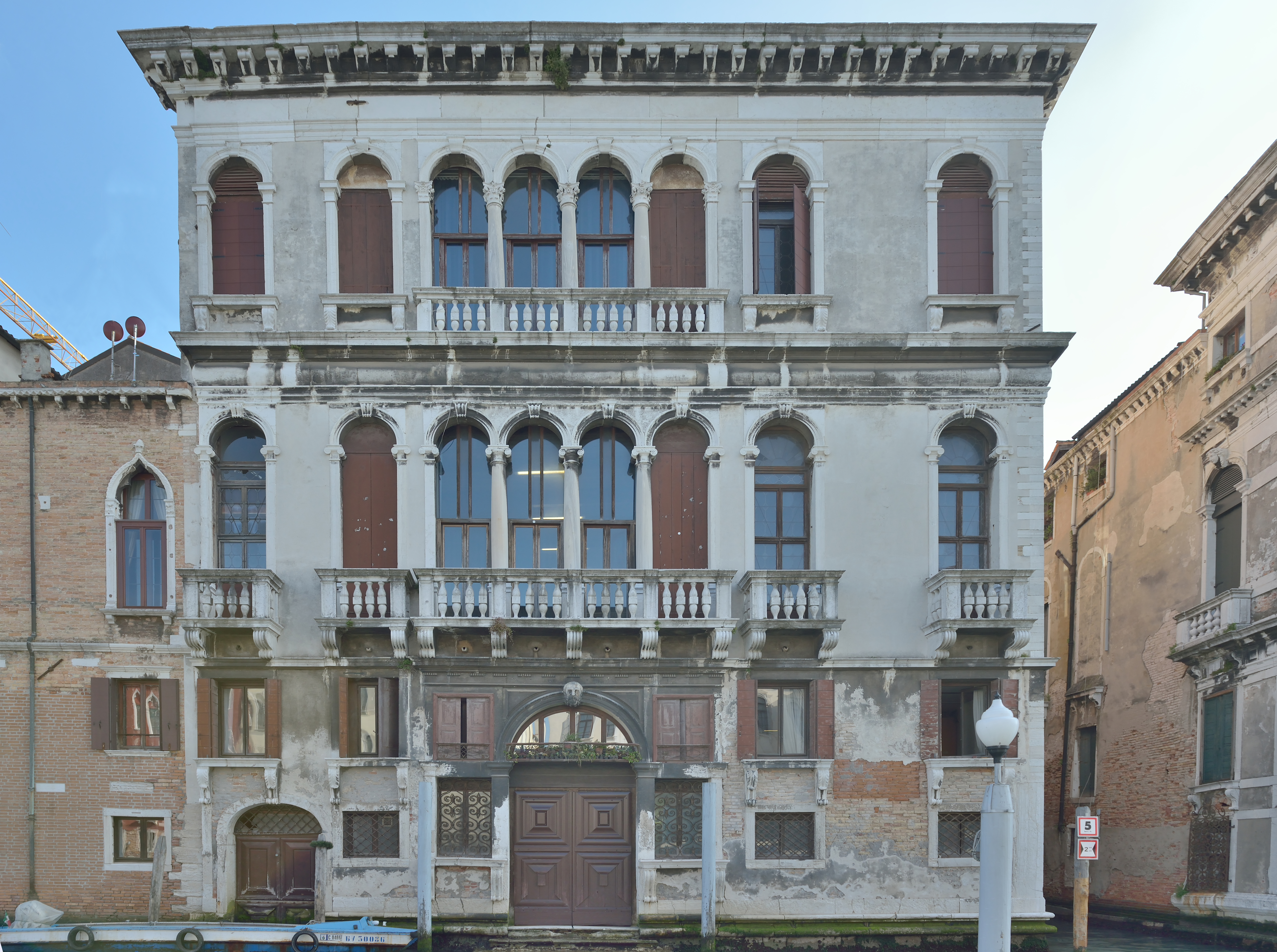
Palazzo Ca' Tron, ara un espai expositiu d'esdeveniments artístics, disponible tant per a usuaris universitaris com per a usuaris externs

El Palau Ca' Tron és la seu dels espais expositius i de la infraestructura de recerca Ir.Ide. Va ser comprat per l'IUAV l'any 1972 i restaurat segons un projecte de l'arquitecte L. Bellemo. S'hi han dut a terme treballs de consolidació, reordenació i recuperació d'espais per a les noves funcions de l'edifici. Dos grans salons, a la planta baixa i al primer pis, ofereixen als estudiants espais per reunir-se. El palau és un espai expositiu per a esdeveniments artístics, disponible tant per a usuaris universitaris com per a usuaris externs.
- Mestre és la seu del LabSCo Construction Sciences Lab, FisTec Environmental Engineering Physics Lab. La seu del Laboratori de Ciències de la Construcció, Laboratori de Física d'Enginyeria Ambiental i TerraLab de Ciències de la Terra. Va ser inaugurat l'any 2003 i es troba a Mestre, en una zona cedida pel municipi a les universitats venecianes per a la construcció d'un pol de desenvolupament científic. El nucli central de l'edifici consta d'una "estructura de contrast" -una malla de bigues de formigó armat que es desenvolupa sota terra- i una "estructura de pont", sostinguda per dues sèries de pilars. L'edifici es va concebre com una carcassa de protecció, rebaixada des de dalt, per al nucli central pràcticament preexistent. L'espai interior està modulat per la llum natural, penetrant des de baix i des de dalt. La llum entra des de baix, a través d'una finestra perimetral de vidre entre l'estructura de la closca i el terra; i des de dalt –a través d'una sèrie de claraboies més petites que coronen la claraboia central major. Un eix vertical connecta idealment l'estructura hipogeu amb la caixa de llum de la gran claraboia, creant un espai simbòlic amb característiques industrials. Les dues meitats de la terrassa, comunicades per un pas exterior, defineixen un jardí en voladís. La carcassa de l'edifici està coberta amb un acabat de llosa de marbre. Les claraboies estan revestides amb plaques de zinc de quars. Una lleugera depressió al sòl aïlla la zona del nou laboratori: aquest dipòsit està fet d' Opus signinum, barrejant escates del mateix marbre de la façana a la mescla de formigó.[18][19]

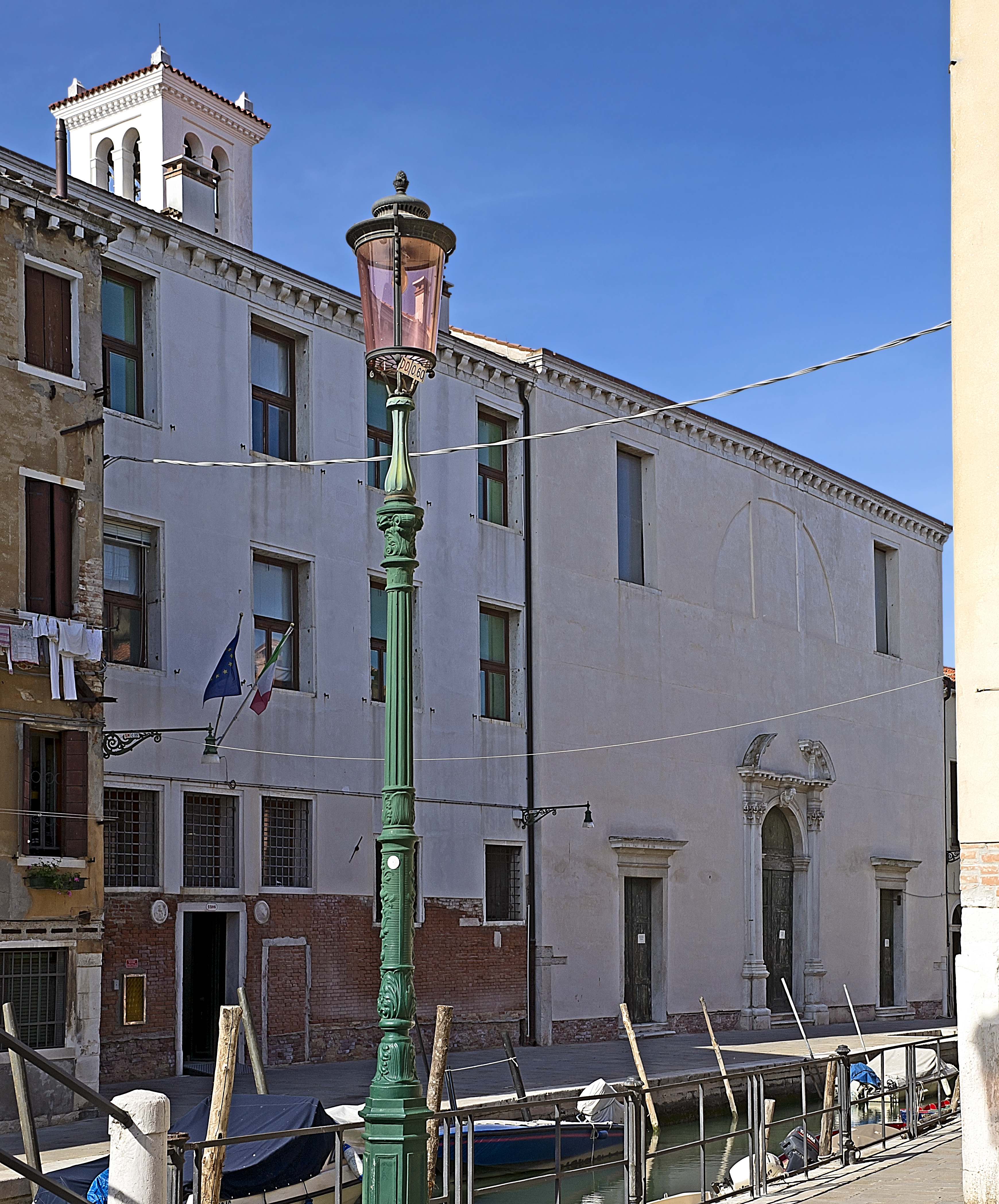
Terese Dorsoduro 2206 (edifici de l'esquerra), seu d'activitats docents

- Campo della Lana és la seu de l'oficina d'administració, gestió d'infraestructures, oficines financeres i de recursos humans, oficines d'atenció als estudiants.

Altres edificis són la seu de la Casa del gondoler de Lama - laboratori per a l'anàlisi de materials antics, mentre que Magazzino 6 i Magazzino 7, Masieri i Terese són les seues d'activitats docents.

## Oferta docent

### Programes de postgrau
L'IUAV ofereix 4 programes de grau, 6 màsters i 1 doctorat que cobreixen els camps de l'arquitectura, el disseny, la moda, les arts visuals, la planificació urbana i regional i el teatre. A més, ofereix 19 cursos d'especialització de postgrau i 7 programes d'especialització avançada.
Programes de grau (tots en italià):
- Llicenciat en Arquitectura
- Grau en Planificació i Disseny Urbà
- Llicenciat en Producte, Comunicació Visual i Disseny d'Interiors amb 2 pistes (el primer és Disseny d'Interiors i el segon és Disseny de Producte i Visual)[22]
- Llicenciat en Disseny de Moda i Arts Multimèdia amb 3 pistes (el primer és Disseny de moda, el segon és Arts multimèdia i el tercer és Comunicació de moda i nous mitjans)[23]

Programes de màster (impartit en italià i anglès):
- Màster en Arquitectura (impartit en italià)
- Màster en Arquitectura (impartit en anglès)
- Màster en Planificació i Disseny Urbà amb dues línies (el primer és Planificació urbana per a la transició (impartit en anglès) i el segon és Planificació i disseny urbà per a la transició (impartit en italià)
- Màster en Producte, Comunicació i Disseny d'Interiors amb 3 línies (impartit en italià) (el primer és el disseny d'interiors, el segon és el disseny de producte i el tercer és el disseny de la comunicació)
- Màster en Moda i Arts Visuals amb dues línies (el primer és Arts Visuals i el segon és Disseny de Moda) (Impartit en italià)
- Màster en teatre i arts escèniques amb dues línies (impartit en italià) (el primer és Estudis teatrals i coreogràfics, el segon és Estudis d'interpretació i gènere)

L'IUAV té 2 programes de màster impartits en anglès (el primer màster en anglès a Itàlia): el màster en arquitectura es va posar en marxa l'any 2019, i l'any 2021 es va introduir el segon màster en ciències d'urbanisme per a la transició impartit en anglès.
Àrees de recerca de doctorat:
- composició arquitectònica
- Ciències del disseny
- Història de l'arquitectura i urbanisme
- Innovació per a l'edificació i el patrimoni cultural
- Noves tecnologies i informació per a l'arquitectura, la ciutat i el medi ambient
- Ordenació territorial i polítiques públiques
- Urbanisme
- Doctorat internacional en arquitectura Villard de Honnecourt
- Estudis d'arts visuals i escèniques i moda

### Matrícula i personal
Per al curs 2021-2022, el nombre d'estudiants matriculats és el següent:
- 2361 estudiants - Programes de grau
- 1454 estudiants - Programes de màster
- 64 estudiants - Programes de grau Vecchio ordinamento
- 161 estudiants - cursos d'especialització de postgrau
- 115 estudiants - Doctorats
- 106 com a becaris de recerca
- 173 estudiants sortints i 143 entrants en el marc de programes d'intercanvi
- 526 professors i investigadors, auxiliars docents
- 250 membres del personal administratiu

### Biblioteca
La Universitat té una biblioteca dedicada a l'arquitectura i altres disciplines del disseny a Itàlia. La Biblioteca IUAV, situada a Tolentini, està oberta als usuaris institucionals i, prèvia autorització, també al públic extern. Allotja una àmplia i rara col·lecció de volums, bases de dades i revistes especialment centrades en l'arquitectura, l'urbanisme i les arts. Des de fa uns anys les col·leccions de disseny, moda i teatre han anat creixent. Hi ha ponències específiques, manuals i publicacions generals per donar suport a la docència de la Universitat. A més, el fons de la biblioteca inclou conferències i defenses de tesis (des de 1983) i alguns elements valuosos: la Col·lecció Especial Daniela Palazzoli; la Col·lecció Especial Italo Zannier, una notable col·lecció de llibres i revistes sobre la història de la fotografia, propietat del popular fotògraf i crític; i les col·leccions personals dels arquitectes Mario Labò, Giovanni Sardi i Giorgio Wenter Marini, que inclouen alguns llibres antics i publicacions de la primera meitat del segle xx. També conté una gran quantitat de revistes i llibres internacionals i està obert fins ben entrada la tarda.
El Sistema de Biblioteques de la Università Iuav di Venezia promou la cooperació i projectes que tenen com a objectiu millorar i desenvolupar la difusió d'informació sobre les matèries d'Arquitectura i Urbanisme, amb convenis i pertinença al Servei Nacional de Biblioteques d'Itàlia (Servizio Bibliotecario Nazionale– SBN), Archinet, i Associacions Urbandata i la Universitat de Pàdua i el Sistema de Biblioteques Phaidra de la Universitat Ca' Foscari de Venècia.
La Biblioteca Iuav elabora l'Índex periòdic d'Arquitectura i Urbanisme italià més important en col·laboració amb l'Associació Italiana de Biblioteques d'Arquitectura (Coordinamento Nazionale Biblioteche di Architettura - CNBA). Més de 7.000 registres nous s'afegeixen a la base de dades cada any. Aquest catàleg i altres bases de dades bibliogràfiques i de text complet també són accessibles per als usuaris de la Iuav des de fora de la xarxa de la Universitat amb identificador d'usuari. L'eina de descoberta primo.iuav.it permet accedir a tots els recursos d'informació esmentats anteriorment, així com als catàlegs i imatges digitalitzades de l'Arxiu de Projectes, la Col·lecció de mapes i la Col·lecció de diapositives.

### Laboratoris
Els Laboratoris constitueixen una infraestructura de recerca que dona suport també a les activitats formatives de diferents graus, així com a l'anàlisi més aprofundida de temes específics per a les tesis de màster i tesis doctorals. Donen suport a la investigació i altres treballs en els camps de les ciències de la construcció, la conservació i els estudis de ciències arqueològiques, l'anàlisi estructural, la física de l'edifici, el seguiment ambiental, la representació, la fotografia, la topografia, la cartografia, els sistemes d'informació geogràfica, la caracterització de materials i components.
El sistema de laboratori ofereix eines i suport per a:

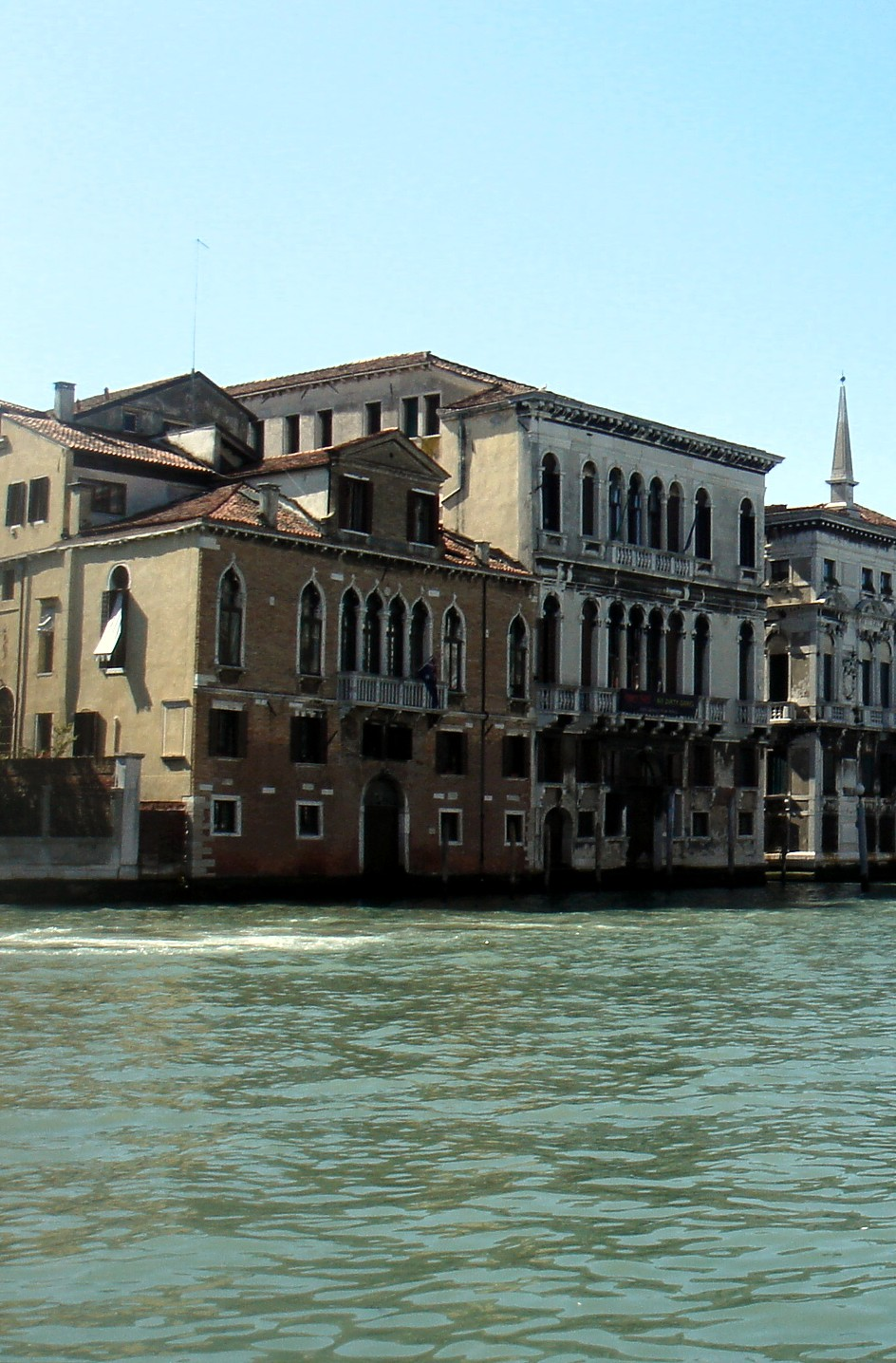
Ca' Tron (dreta) seu de la infraestructura de recerca Ir.Ide

- assaigs mecànics i termofísics de materials i estructures
- seguiment estructural estàtic i dinàmic a curt i llarg termini
- seguiment i anàlisi ambiental
- anàlisi, seguiment i disseny il·luminació i acústica
- estudis d'arqueometria i conservació
- enquestes i representacions de projectes, edificis i zones
- Models interactius 3D, animació digital, vídeo, treballs multimèdia
- dibuixos, maquetes, animació de vídeo i pàgines web
- sistemes d'informació geogràfica
- elaborar i arxivar mapes digitals
- arxivar materials i components
- recerca i recuperació de documents
- campanyes fotogràfiques

A continuació es mostra la llista dels laboratoris:
ArTec Archives on Techniques and Materials for Architecture and Industrial Design El laboratori recull i arxiva exemples de materials, productes i tècniques innovadores de construcció per a investigadors, estudiants i professionals.

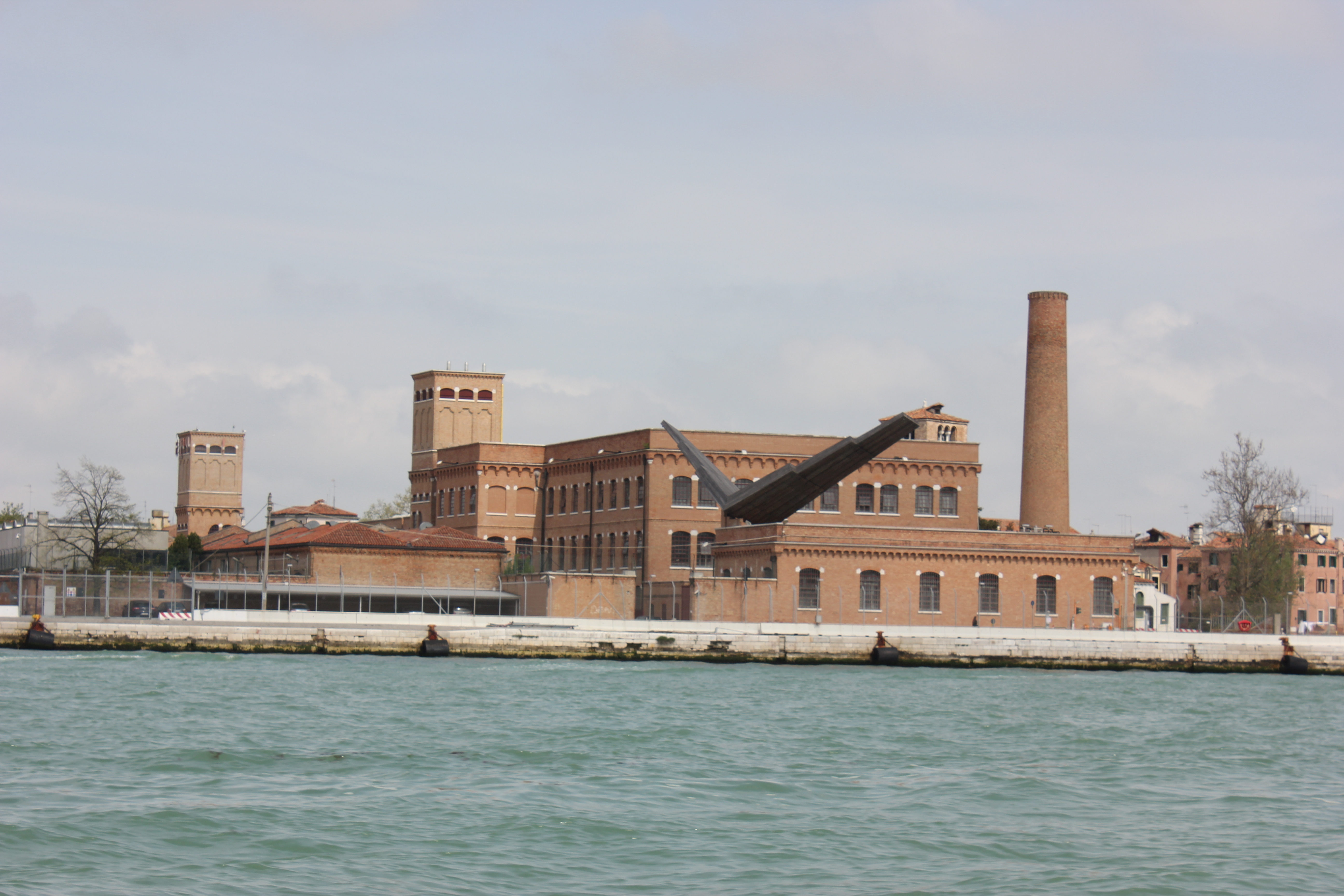
Edifici Cotonificio Veneziano, seu de “Archivio Progetti”, ArTec Archives on Tècniques i Materials per a l'Arquitectura i el Disseny Industrial, gestió d'infraestructures, auditori, espai expositiu “Gino Valle”, sala Gradoni, activitats docents.

Laboratori de Cartografia CIRCE: El laboratori opera i fa recerca en l'àmbit de la cartografia i la representació del fenomen urbà i regional; recull, recupera, arxiva, processa i difon el seu patrimoni cartogràfic, fotogràfic, aeri, satèl·lit i topográfico en línia i mitjançant sistemes d'informació.
Laboratori de Fotogrametria CIRCE: El laboratori se centra en les qüestions tècniques i científiques relacionades amb l'agrimensura i la representació digital de l'arquitectura; Té una experiència considerable en l'estudi de ciutats, regions geogràfiques i objectes (estàtues, motlles, artefactes, pedres) i en l'ús d'eines i tècniques com ara topografia terrestre, GPS, fotogrametria (a prop i aèria), escaneig làser i processament d'imatges.
Laboratori d'Informació Geogràfica CIRCE: El laboratori està actiu en l'àmbit dels sistemes d'informació geogràfica, utilitzant les principals eines de programari SIG del mercat i desenvolupant aplicacions amb eines de codi obert; dissenya i desenvolupa serveis en línia i permet descarregar els recursos cartogràfics i fotogràfics aeri de la universitat.
Me.La Multimedia Lab: El laboratori es concentra a analitzar i experimentar amb sistemes i mètodes per produir i representar allò que es crea en els àmbits de les arts visuals, el teatre i l'arquitectura; treballa amb entitats implicades en la gestió regional i la protecció i conservació del patrimoni cultural, així com amb instituts de recerca i la indústria en general.
Photo Lab: El laboratori treballa activament a tota la regió en fotografies digitals i analògiques per a reportatges arquitectònics i documentació d'exposicions i esdeveniments; dona suport al treball d'estudi i càmera per reproduir obres d'art, maquetes i documents; cobreix tota la gamma de producció fotogràfica, des de les preses digitals fins a la impressió en cambra fosca, des del processament d'imatges fins a la transferència de dades entre diferents sistemes de reproducció.
Laboratori LAMA d'Anàlisi de Materials d'Origen Antic: El laboratori realitza investigacions sobre la caracterització química-física de materials pedregosos i litoides utilitzats en edificis d'interès històric-art i determina els fenòmens de deteriorament i alteració als quals estan sotmesos; realitza estudis d' arqueometria per definir la procedència i les tècniques d'elaboració i/o fabricació de productes de pedra, litoides i ceràmics, així com estudis per ajudar a identificar les tècniques pictòriques en pintures i la caracterització, identificació i comportament de materials antics.
Laboratori FisTec de Física de l'Edificació: El laboratori està actiu en diferents camps interessats en la física aplicada amb relació a l'entorn construït: acústica, tècniques d'il·luminació, termofísica d'edificis i materials, confort ambiental i qualitat ambiental interior; també participa en verificacions ambientals per a l'anàlisi i la conservació en l'àmbit del patrimoni arquitectònic i cultural.
LAR Project Support Lab: Les tres divisions del laboratori donen suport a treballs individuals o projectes a escala urbana en totes les fases de desenvolupament i en la gestió de la seva eventual producció: des de dibuixos conceptuals fins a representacions realistes, des de la interpretació virtual fins a la física, des de l'animació fins a les seqüències de pel·lícules, des d'en línia. circulació a l'arxiu complex.
LabSCo Laboratori de ciències de la construcció:El laboratori va començar a provar materials de construcció a finals dels anys quaranta i, el 1961, es va convertir en el laboratori oficial d'Itàlia (Laboratorio Ufficiale della Repubblica italiana). Dona suport a la recerca i a projectes externs sobre temes relacionats amb la Llei 1086/71 i per a experiments que condueixin a noves patents; participa activament en el control de qualitat en empreses de fabricació de formigó i acer per a formigó armat i formigó pretensat a Itàlia ia l'estranger. LabSCo és actualment un líder europeu en estudis sobre estructures a gran escala.

## Reputació i rànquing

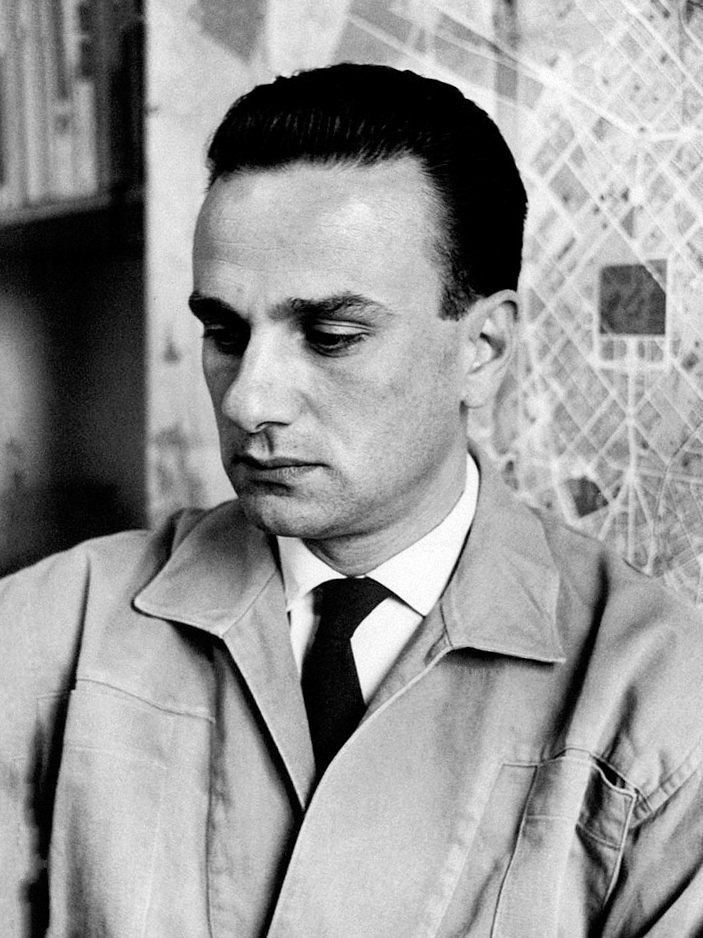
Giancarlo De Carlo a la dècada de 1950

Els principals experts en els camps de l'arquitectura, la planificació, el disseny i les arts, així com els artistes, formen part de la història de la universitat, com ara: Le Corbusier, Louis Kahn, Frank Lloyd Wright, Carlo Scarpa, Carlo Aymonino, Manfredo Tafuri, Vittorio Gregotti, Gino Valle, Aldo Rossi, Giovanni Astengo, Giancarlo De Carlo, Tadao Ando i Richard Serra.
L'IUAV ha establert acords amb importants institucions culturals italianes i estrangeres, museus i universitats com La Biennale di Venezia, Teatro La Fenice, Palazzo Grassi, Musei Civici Veneziani, Triennale di Milano, Parsons School of Design, MIT, Illinois Institute of Technology, UNSW Sydney i Tongji University. Els estudiants de la Iuav poden participar regularment amb totes aquestes institucions.
A partir de 2020 i segons el QS World University Ranking, la Università Iuav di Venezia es troba entre les 100 millors universitats del món en l'àmbit de l'Arquitectura. Va guanyar un centenar de posicions passant de la posició 151-200 (2018) a la de 51-100. (2019 i 2020). Una millora d'unes 100 posicions que situa els cursos d'arquitectura Iuav entre els millors del món i en gran part primers a Itàlia per intensitat de creixement. Des del 2019, Iuav es troba entre les 150 millors universitats del món en l'àmbit de l'art i el disseny segons l'informe del QS World University Ranking per a les millors universitats d'art i disseny per a l'any 2019 i 2020.
A més, com una de les millors universitats d'arquitectura d'Europa, va ser inclosa a la Guia de la revista Domus de les 100 millors escoles d'arquitectura i disseny d'Europa.
A nivell italià, segons La Repubblica -CENSIS University Rankings (2017), l'IUAV va ocupar el segon lloc després de la Universitat Politècnica de Milà (PoliMi) i seguida per la Universitat Politècnica de Torí (PoliTo) segons els paràmetres de classificació i avaluació de la Politècnica italiana. Mentre que al rànquing La Repubblica -CENSIS 2020 a la Millor Facultat d'Arquitectura 2019-2020 per als estudis de grau de tres anys, l'IUAV (110 punts) ocupava el primer lloc, primer també pel que fa a progressió professional i relacions internacionals, seguit de la Universitat. de Sassari (104,5 punts) i Camerino (99,5 punts). La Politècnica de Torí i Milà ocupen la cinquena i la sisena posició respectivament (95 i 94 punts).

### Exalumnes destacats

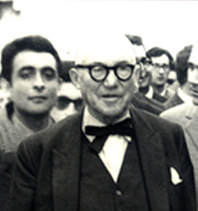
Abbas Gharib i Le Corbusier, abril de 1965, a l'IUAV

- Carlo Scarpa (arquitecte, 1906–1978)
- Giancarlo De Carlo (arquitecte, urbanista i teòric de l'arquitectura, guanyador de la medalla d'or reial RIBA (1993) 1919–2005)
- Bruno Morassutti (arquitecte, 1920–2008)
- Graziano Gasparini (Arquitecte historiador, 1924–2019)
- Roberto Gottardi (arquitecte italià-cubà, 1927-2017)
- Massimo Vignelli (Dissenyador, 1931-2014)
- Costantino Dardi (arquitecte, 1936–1991)
- Guido Guidi (fotògraf, 1941-)
- Gino Finizio (Dissenyador i arquitecte, 1941-)
- Abbas Gharib (arquitecte, 1942-)
- Mario Botta (Arquitecte, 1943-)
- Franco Stella (Arquitecte, 1943)
- Francesco Dal Co (Arquitecte historiador, 1945-)
- Milo Manara (escriptor i artista de còmics italià, 1945-)
- Marco Frascari (arquitecte i teòric de l'arquitectura, 1945-2013)
- Maurizio Bolognini (Artista de mitjans, 1952-)
- Antonio Martinelli (fotògraf, 1953–)
- Stefano Boeri (arquitecte, 1956–)
- Luigi Brugnaro (13è alcalde de Venècia des de 2015, 1963-)
- Benedetta Tagliabue (Arquitecte, 1963-)
- Alejandro Aravena (Arquitecte, 1963-, Premi Pritzker d'Arquitectura, 2016)
- Nicola Verlato (pintor, escultor, arquitecte i músic italià, 1965)
- Davide Prete (Escultor i arquitecte, 1974-)
- Antonio Pavanello (jugador de rugbi, 1982-)
- Ila Bêka (cineasta i productora d'arquitectura)

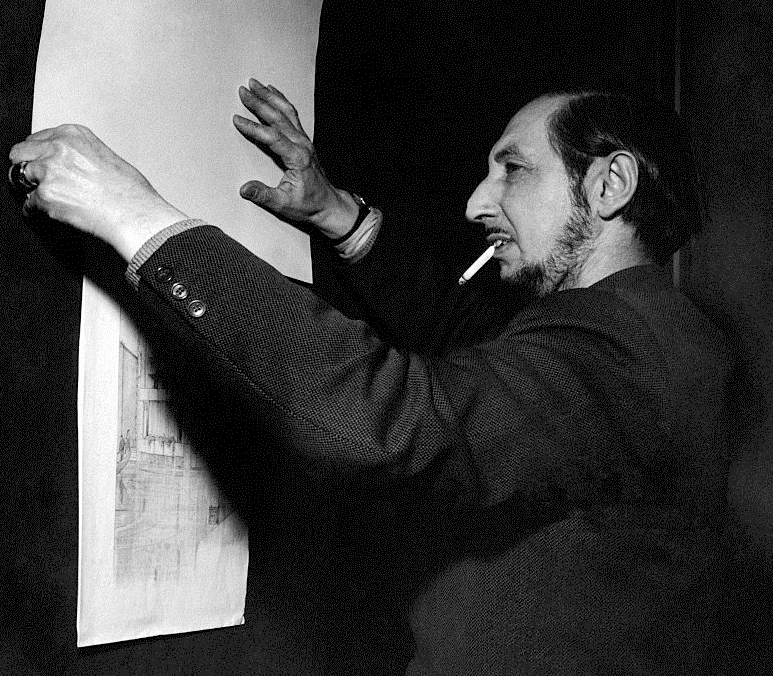
Carlo Scarpa, un admirador i col·laborador a Benècia de Frank Lloyd Wright, estudiant els seus dibuixos a l'IUAV, 1954

## Rectors
Entre els rectors que han ocupat el càrrec fins ara hi ha:
- Giovanni Bordiga (1926-1929)
- Guido Cirilli (1929-1943)
- Giuseppe Samonà (1943-1971)
- Carlo Scarpa (1971-1974)
- Carlo Aymonino (1974-1979)
- Valeriano Pastor (1979-1982)
- Paolo Ceccarelli (1982-1991)
- Marino Folin (1991-2006)
- Carlo Magnani (2006-2009)
- Amerigo Restucci (2009-2015)
- Alberto Ferlenga (2015-2021)
- Benno Albrecht (2021-2027)